# Nikolaos Kaloudīs (pallanuotista)
Nikolaos Kaloudīs (in greco Νικόλαος Καλούδης?; 1899) è stato un pallanuotista greco.
Ha rappresentato la Grecia nei tornei di pallanuoto ai Giochi di Parigi 1924.